# Том Пети
Томас Ерл Пети (енгл. Thomas Earl Petty; Гејнсвил, 20. октобар 1950 — Санта Моника, 2. октобар 2017) био је амерички кантаутор, гитариста и музички продуцент.
Био је најпознатији као певач групе Tom Petty and the Heartbreakers, а касних осамдесетих година био је суоснивач групе Traveling Wilburys, а пре тога бенда Mudcrutch.
Његова музика је постала популарна наричито млађим генерацијама. У својој каријери, Пети је продао више од 80 милиона албума широм света. Пети је 2002. године увршћен у Дворану славних рокенрола.
Преминуо је 2. октобра 2017. године од срчаног удара, који је уследио због случајног предозирања аналгетицима.

## Дискографија

### Соло
- Full Moon Fever (1989)
- Wildflowers (1994)
- Highway Companion (2006)

### Са бендомHeartbreakers
- Tom Petty and the Heartbreakers (1976)
- You're Gonna Get It! (1978)
- Damn the Torpedoes (1979)
- Hard Promises (1981)
- Long After Dark (1982)
- Southern Accents (1985)
- Let Me Up (I've Had Enough) (1987)
- Into the Great Wide Open (1991)
- Songs and Music from "She's the One" (1996)
- Echo (1999)
- The Last DJ (2002)
- Mojo (2010)
- Hypnotic Eye (2014)

### Са бендом Traveling Wilburys
- Traveling Wilburys вол.1 (1988)
- Traveling Wilburys вол.3 (1990)

### Са бендом Mudcrutch
- Mudcrutch (2008)
- Mudcrutch 2 (2016)

## Спољашне везе
- Званични веб-сајт
- Том Пети на веб-сајту  (језик: енглески)